# 捷特亚洲航空

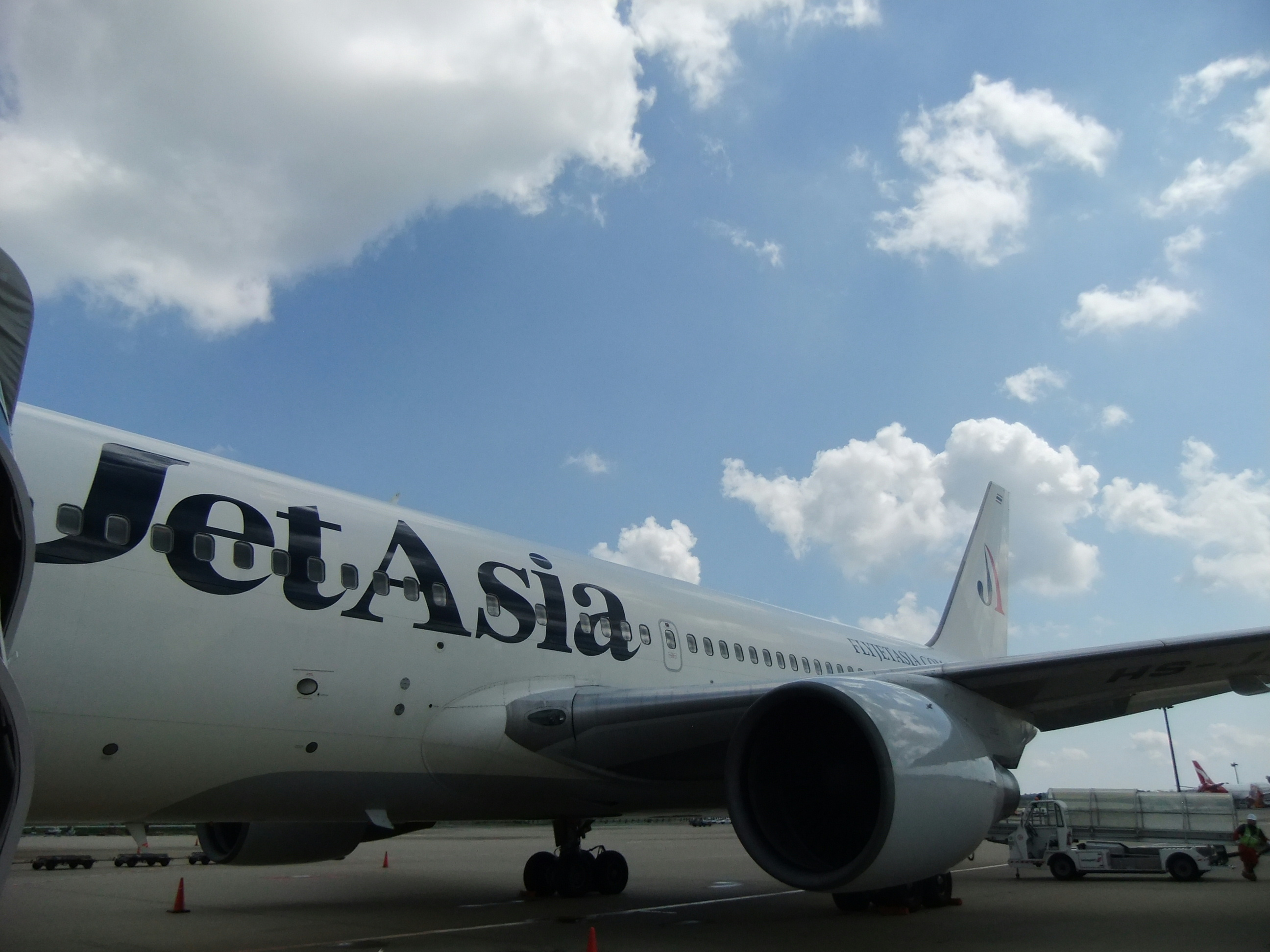
捷特亚洲航空B767-200客機停泊於成田國際機場

捷特亚洲航空是一家總部位於泰國的航空公司，該公司提供往返中國的定期航班以及東北亞的旅遊包機航班。

## 目的地
- 泰國
  - 曼谷－蘇凡納布國際機場
  - 普吉島－普吉國際機場
- 中国[2]
  - 北京－首都國際機場
  - 南京－祿口國際機場
  - 重慶－江北國際機場
  - 天津－濱海國際機場
  - 瀋陽－桃仙國際機場
  - 長沙－黃花國際機場
- 日本[3][4]
  - 東京－成田國際機場 （HIS夏季包機）
  - 大阪－關西國際機場 （HIS夏季包機）

## 機隊
直至2012年底，捷特亚洲航空擁有4架濕租之B767-200廣體客機。